# Ana de la Cueva
Ana de la Cueva Fernández  (Madrid, 1966) es una economista y funcionaria española, actual presidenta del Consejo de Administración del Patrimonio Nacional desde julio de 2021. Anteriormente, entre junio de 2018 y mayo de 2021 fue secretaria de Estado de Economía y Apoyo a la Empresa.

## Biografía
En el año 1989 se licenció en Ciencias económicas y Ciencias empresariales por la Universidad Autónoma de Madrid (UAM), con una especialización en Econometría.
Tras finalizar sus formación superior, en el mes de octubre de 1991 ingresó mediante oposición en el Cuerpo Superior de Técnicos Comerciales y Economistas del Estado.Ya como funcionaria del estado, ha dedicado toda su carrera a trabajar en el Ministerio de Economía, donde durante todos estos años ha ido ejerciendo numerosos cargos de gran responsabilidad.
Ha sido responsable de la secretaría técnica de la Comisión Delegada de Asuntos Económicos, subdirectora General de Análisis Sectorial y subdirectora Adjunta en la Subdirección General de Fomento Financiero de las Exportaciones.
También fue miembro de los Consejos de Administración de la Compañía Española de Seguros de Crédito a la Exportación (CESCE).
Seguidamente, en abril de 2008 pasó a ser la directora del Gabinete del Secretario de Estado de Economía, David Vegara y brevemente de José Manuel Campa, hasta julio de 2009 que pasó a ejercer los cargos de Vocal Asesora en la Unidad de Apoyo de la Dirección General del Tesoro y en la Subdirección General del Sistema Financiero Internacional.
El 18 de junio de 2018, a propuesta de la ministra de Economía y Empresa, Nadia Calviño y previa aprobación por parte del Consejo de Ministros, Ana de la Cueva fue nombrada como la 14.º secretaria de Estado de Economía y Apoyo a la Empresa (SEEAE).
Durante su mandato tuvo que hacer frente a los efectos económicos negativos derivados de la pandemia de COVID-19 y coordinar las medidas que tenían como objetivo contrarrestarlos. En mayo de 2021 se anunció su intención de dimitir tras enviar a la Unión Europea el Plan de Recuperación y Resiliencia, dando paso a otro Secretario de Estado que afronte el escenario pospandemia. Su renuncia se hizo efectiva el 12 de mayo.
Tras abandonar la Secretaría de Estado de Economía, el 21 de julio de 2021, el Consejo de Ministros la nombró, a propuesta del presidente del Gobierno, Pedro Sánchez, presidenta del Consejo de Administración del Patrimonio Nacional En este tiempo, se concluyeron los trabajos para poner en marcha un nuevo museo en la capital, la Galería de las Colecciones Reales, que se inauguró el 28 de junio de 2023.
Es sobrina del que fuera ministro de Hacienda y Justicia con Adolfo Suárez y de Asuntos Exteriores con Felipe González, Francisco Fernández Ordóñez, uno de los grandes protagonistas de la transición a la democracia, y de Miguel Ángel Fernández Ordóñez, 68.º gobernador del Banco de España entre 2006 y 2012.

## Condecoraciones
- Gran Cruz de la Orden del Mérito Civil (2024)[11]